# Columba albinucha
La paloma nuquialba (Columba albinucha), también conocida como paloma de nuca blanca, es una especie de ave de la familia Columbidae. Se encuentra en Camerún, República Democrática del Congo, Sudán del Sur y Uganda.
Su hábitat natural son los húmedos bosques bajos y los bosques montanos bajos, tropicales o subtropicales. Está amenazada por pérdida de hábitat.